# Podica senegalensis
El avesol africano, ave de sol africana o ave del sol africana (Podica senegalensis) es una especie de ave gruiforme de la familia Heliornithidae, que habita gran parte del África subsahariana.

## Características
Tiene el cuerpo hidrodinámico, que es capaz de nadar bien, sobre la superficie o bien con el cuerpo sumergido y la cabeza y cuello fuera del agua. Los pies, con sus lóbulos anchos y carnosos, son unas "aletas" muy efectivas. El pico es esbelto y hidrodinámico.

## Historia natural
Es un ave huraña que vive en ríos y lagos con arbustos y árboles colgantes. Pasa tanto tiempo en tierra como en el agua, comiendo insectos y pequeños organismos acuáticos.

## Subespecies
Se conocen cuatro subespecies de Podica senegalensis:
- Podica senegalensis senegalensis - Senegal al E Zaire, Uganda, NW Tanzania y Etiopía
- Podica senegalensis somereni - Kenia y NE Tanzania
- Podica senegalensis camerunensis - S Camerún a Gabón, Congo y N Zaire
- Podica senegalensis petersii - Angola al SE Zaire, Zambia, Mozambique y E Sudáfrica